# Fundacja Kopernikowska
Fundacja Kopernikowska (ang. Copernicus Foundation) – niedochodowa organizacja polonijna z siedzibą w dzielnicy Jefferson Park w Chicago w stanie Illinois.

## Historia
Fundacja została założona w lipcu 1971 roku przez mieszkających w Chicago Polaków, których poproszono o zebranie funduszy na budowę pomnika polskiego astronoma Mikołaja Kopernika. Miasto Chicago zaproponowało ustawienie go przed Planetarium Adlera. Po odsłonięciu pomnika w 500. rocznicę narodzin Kopernika w 1973 roku założyciele fundacji postanowili przeznaczyć pieniądze, które nie zostały wykorzystane na zakup siedziby dla centrum kulturalnego i społecznego chicagowskiej Polonii. 
Po długich poszukiwaniach właściwego budynku w Chicago w 1979 roku wybrano stare kino o nazwie "Gateway Theatre" w pobliżu skrzyżowania ulic Milwaukee i Lawrence. Ponieważ Gateway Theatre był pierwszym w Chicago kinem przeznaczonym wyłącznie dla filmów dźwiękowych, Fundacja zdecydowała się zachować oryginalną salę kinową, rozbudowując jednocześnie zaplecze. W pierwszym etapie remontu, który ukończono w 1981 roku podzielono oryginalny 40-metrowy hol wejściowy tworząc na trzech piętrach biura, sale konferencyjnych i sale do zajęć. Narodziło się Centrum Kopernika. W 1985 roku wzniesiono na froncie budowli "Wieżę Solidarności" zwieńczoną barokowym hełmem, będącym repliką hełmu wieży Zamku Królewskiego w Warszawie. Wieża jest wyraźnie widoczna z przebiegającej nieopodal autostrady Kennedy'ego. W 2011 roku zbudowano dodatkową salę Annex, która jest siedzibą kilku lokalnych izb handlowych i organizacji polskich. pełni ona również rolę sali konferencyjnej i jest wynajmowana na organizację wesel.  
Członkiem fundacji można zostać po zapisaniu się i uiszczeniu rocznej lub dożywotniej opłaty.  

## Teatr
Budynek Gateway Theatre w 1930 roku zaprojektował Mason Rapp z firmy Rapp & Rapp. W 1979 roku został on zakupiony przez fundację. Do 1985 roku nosił on dawną nazwę, którą zmieniono w latach 1985–1997 na Teatr Kopernika. W 1997 roku teatrowi nadano imię Mitchella P. Kobelinskiego, głównego założyciela Copernicus Center, wspierającego jego remont i modernizację.  

## Działalność
Fundacja organizuje i finansuje: 
- Doroczny polonijny festiwal "Taste of Polonia"[1]. Festiwal jest organizowany w Jefferson Park od 1980 roku[4]. Towarzyszą mu występy na czterech scenach, prezentacje nie tylko kuchni polskiej wydarzenia kulturalne, imprezy taneczne, zajęcia dla dzieci oraz kasyno. Dochody z festiwalu wspierają Fundację Kopernikowską[5].
- Nagroda Kopernikowska
- Festiwal filmów kina niemego
- Polskojęzyczne przedstawienia teatralne
- Teatr dziecięcy
- Festiwal Filmu Polskiego

Siedziba Fundacji Kopernikowskiej jest również miejscem zebrań wielorakich polonijnych i amerykańskich organizacji jak np. Izby Handlowej Jefferson Park, CAPS (organizacji policji chicagowskiej), DAC (lokalnej rady doradczej), konkursów tanecznych i innych.